# Ernest J. King
El Almirante  Ernest Joseph King (23 de noviembre de 1878 Lorain, Ohio, EE.UU. - 25 de junio de 1956, Portsmouth, New Hampshire, EE. UU.) fue un militar norteamericano, comandante en jefe de la Armada estadounidense desde diciembre de 1941, tras el ataque a Pearl Harbor hasta el final del Frente del Pacífico.

## Inicios como militar
King se graduó en el Lorain High School en 1897, tras lo cual fue presentado en la Academia Naval por el representante del 14 distrito de Ohio. Recibe su primera condecoración a bordo del USS San Francisco, en la Guerra hispano-estadounidense en 1898.
En 1906 fue enviado a tierra como instructor de artillería en la Academia Naval. En 1912 fue enviado a Estación de Ingeniería Experimental en Annapolis, 2 años más tarde regresa al mar, siendo nombrado comandante del USS Cassin. Más tarde trabajaría como comandante de la Flotilla de Torpederos en la Flota del Atlántico. En 1916 pasó al Estado Mayor del Almirante Mayo, como comandante en jefe de la Flota del Atlántico, sirviendo en ese cargo durante la Primera Guerra Mundial.  
Durante ese periodo King desarrolló una traza de luces y sombras en sus actuaciones, de un marcado y reconocido sentimiento antibritánico que afectaría su gestión futura. King, se reveló como un militar de naturaleza estricta, suspicaz, con pocas habilidades sociales y limitada empatía; pero capaz y eficaz, rechazaba a todo aquel que lo contrariara o cayera en desgracia, sobre ensañándose en algunos casos. Cuando carecía de conocimiento en alguna materia, King se asesoraba con el mejor de los expertos; una vez adquirido los conocimientos él mismo se auto denominaba experto.
En el periodo entre guerras, King supo que su superior era el almirante Wilson ( a quien repudiaba) y para escapar de su influencia en el mando, sirvió en el arma de submarinos como comandante de una división de submarinos. En 1923, asumió el mando de la Base Submarina de New London.  Durante este período, dirigió el rescate del submarino USS S-51 , obteniendo la primera de sus tres Medallas de Servicio Distinguido de la Armada por sus acciones en este hecho. King se hizo muy conocido, además de por su anglofobia, también por su abierta repulsión a la prensa. King se hizo fama de gruñón y de temperamento volcánico empedernido.
A King se le asume la siguiente cita:

- "No me importa lo buenos que sean. A menos que reciban una patada en el trasero cada seis semanas, aflojarán"

Posteriormente pasó a formar como parte de la aviación embarcada en portaviones actuando como oficial de observación aérea, obtuvo sus alas en 1927 como piloto naval.  En 1930, fue comandante de escuadrilla del USS Lexington.
En 1933 fue ascendido a contralmirante y asignado como Jefe de Aeronáutica impulsando un programa de reclutamiento de pilotos navales.
En 1938, se demostró como verídicas las conjeturas del almirante Harry E. Yarnell  acerca de que la base de Pearl Harbor era vulnerable a ataques aeronavales enemigos. Estas evaluaciones fueron descartadas por King así también por sus pares al considerar que la potencia ofensiva de las fuerzas aéreas estacionadas eran suficiente para disuadir de cualquier plan de ataque enemigo. Para diferenciar los escalafones navales de la Real Marina Inglesa de los de Estados Unidos  propuso el puesto de Almirante de Flota con rango de 5 estrellas, que una vez aprobado solo fue ocupado por un solo marino, él mismo. Una vez terminada la guerra, él mismo eliminó el cargo al momento de su retiro.
En febrero de 1941, ya cercano a su retiro, fue ascendido a almirante y nombrado Comandante en jefe de la Flota del Atlántico (CINCLANT). Tuvo un rol bastante discutible en el manejo de Inteligencia ( OP-20-G) previo al ataque a Pearl Harbor y en la antesala a la Batalla de Midway.

## Tras el ataque a Pearl Harbor
Tras el ataque a esta base naval estadounidense en el pacífico, King ocupó la jefatura de toda la Marina de los Estados Unidos como Almirante de Flota.  Tuvo una marcada distancia al general de ejército Douglas MacArthur y fue benigno con el almirante Chester W. Nimitz a quien designó como sucesor como Jefe  de Operaciones navales; en cambio con el almirante  William F. Halsey estuvo a favor de llevarlo a un consejo de guerra por su conducta ante el Tifón Cobra en 1943.
Desde este puesto promovió el programa de reconstrucción de la flota y la nueva dirección de la guerra en el mar y también llevó a cabo duras medidas sancionatorias contra quienes consideró supuestamente negligentes, como es el caso del almirante Husband E. Kimmel y el comandante de HYPO, Joseph J. Rochefort.
King sepultó la carrera de varios oficiales de la marina a lo largo de su gestión durante la guerra contra el Imperio japonés, entre ellos, al comandante del  USS Indianápolis, contralmirante Charles Butler McVay III  con un ensañamiento notorio (1),  al almirante Husband E. Kimmel Comandante en jefe de Pearl Harbor y al oficial de inteligencia Joseph J. Rochefort.
Se le reconoció como un excelente estratega y líder naval, aunque el almirante Andrew Browne Cunningham lo describió como despiadado, duro y grosero, no obstante lo señalaba como el hombre correcto para las circunstancias de la guerra.

### Ataques submarinos en la costa este
En enero de 1941, la Alemania Nazi lanzó su Operación Paukenschlag o Golpe de tambor, enviando cinco submarinos U boot Tipo IX: U-66; U-109; U-123; U-125 y U-130 a la costa este de Estados Unidos.  La comandancia estadounidense no preveía que la guerra se acercara a sus costas y por ende no se habían tomado medidas de ocultamiento ni normativas para los barcos que se acercaran o salieran de las costas.
Estos submarinos iniciaron ataques nocturnos desde las costas de Nueva Escocia a Cabo Hatteras, hundiendo 50.000 tons de buques (23 barcos).  El almirante King, comandante en jefe de la Flota del Atlántico no pudo reaccionar a tiempo al recibir la información de los ataques alemanes en esa época; pero en junio de 1942 montó un sistema de convoyes y patrullas antisubmarinas que lograron alejar de las costas americanas a los submarinos alemanes.